# Atherimorpha bevisi
Atherimorpha bevisi är en tvåvingeart som beskrevs av Elisabeth K. Stuckenberg 1956. Atherimorpha bevisi ingår i släktet Atherimorpha och familjen snäppflugor.
Artens utbredningsområde är Lesotho. Inga underarter finns listade i Catalogue of Life.